# RÚV
Ríkisútvarpið (en español, «Servicio Nacional de Radiodifusión de Islandia»), conocida por las siglas RÚV, es la organización nacional de radiodifusión pública de Islandia. 
Fue fundada en 1930 y actualmente gestiona dos emisoras de radio y dos canales de televisión. Es miembro activo de la Unión Europea de Radiodifusión desde 1956 y también forma parte de la red Nordvision.

## Historia

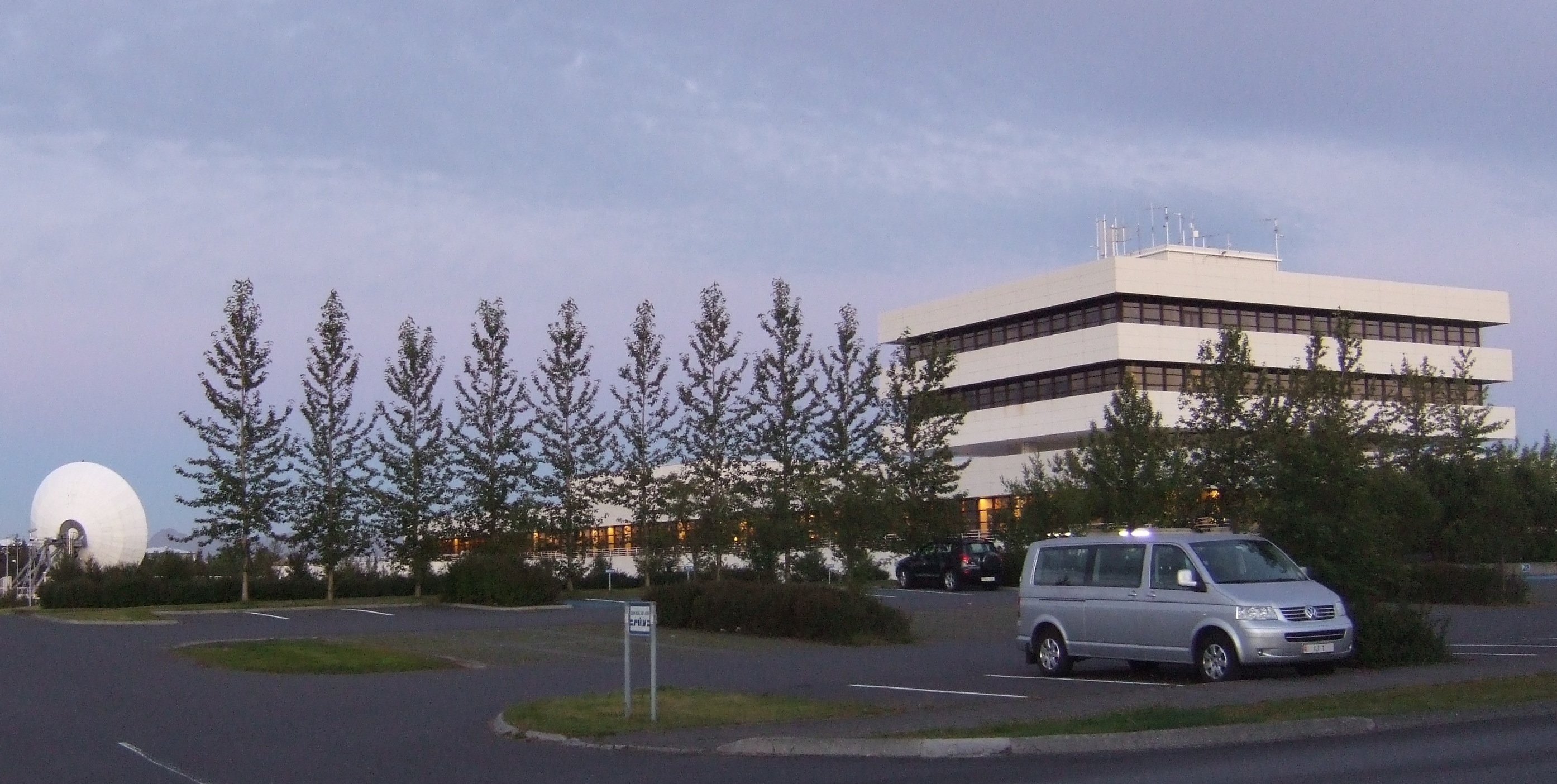
Sede de Ríkisútvarpið en Reikiavik.

El 20 de diciembre de 1930 comenzaron las emisiones de Ríkisútvarpið, la primera emisora pública de radio de Islandia. La señal podía sintonizarse en Reikiavik y Akureyri, con un horario de emisión limitado a las tardes y ampliado al mediodía a partir de 1932. El servicio público no fue la primera emisora existente en la isla, pues a finales de los años 1920 ya habían existido dos proyectos privados que no aguantaron por problemas económicos.
Durante más de cinco décadas solo hubo una emisora de radio nacional en Islandia, hasta que en 1983 se puso en marcha el segundo canal.
Por otro lado, la televisión se puso en marcha el 30 de septiembre de 1966 a través del canal Sjónvarpið. El desarrollo de este medio fue más lento que en otros países europeos por cuestiones técnicas. En un primer momento solo funcionaba los miércoles y los viernes, sin programas en directo hasta 1971. Ya con la cobertura nacional garantizada, en los años 1980 el horario cubriría toda la semana excepto los jueves por mantenimiento, una costumbre que se mantuvo hasta el 1 de octubre de 1987. Del mismo modo, cada mes de julio hasta 1983 no había televisión porque cerraban por vacaciones.
La televisión por satélite impulsó el desarrollo de RÚV. Desde 1981 podía acceder a las retransmisiones en directo y a la señal informativa de otros países; en 1986 debutó en el Festival de la Canción de Eurovisión, y en 1991 estrenó un servicio de teletexto.
RÚV perdió el monopolio sobre la radiotelevisión nacional tras la aprobación de la Ley de Radiodifusión de 1985. Desde 2007, RÚV es una sociedad anónima propiedad del estado.

## Organización
RÚV es una empresa pública independiente del poder político y económico. Se financia  a través de un impuesto específico y de la venta de publicidad. El director del organismo es nombrado por el ministro de Educación para un periodo de cinco años, sin posibilidad de renovación.
Al ser independiente del estado, los beneficios que obtiene solo pueden servir para labores de radiodifusión. 
La Ley de Radiodifusión de 1985 especifica que el ente público ha de cumplir los siguientes objetivos:
- Canalizar y fomentar el debate democrático .
- Reflejar la cultura islandesa y promover el desarrollo de la lengua islandesa.
- Informar y educar a la sociedad islandesa.
- Fomentar la innovación en la programación.
- Promover el desarrollo audiovisual más allá de la capital.
- Garantizar la distribución correcta de material y preservarlo para las siguientes generaciones.
- Salvaguardar el servicio público y la seguridad nacional.

## Servicios

### Radio
| Logo | Emisora | Información                                                                                                  |
| ---- | ------- | --- |
|      | Rás 1   | Creada en 1930. Es una emisora generalista con informativos, magacines y espacios culturales.                |
|      | Rás 2   | Creada en 1983, canal juvenil con música nacional e internacional, boletines informativos y entretenimiento. |
|      | Rondó   | Emisora digital que emite música clásica y jazz las 24 horas del día.                                        |

Todas ellas están disponibles en frecuencia modulada y a través de internet salvo Rondó, que es exclusivamente digital.

### Televisión
| Logo | Emisora   | Información |
| ---- | --------- | --- |
|      | RÚV       | Creada en 1966 y anteriormente llamada Sjónvarpið (en español, «La televisión»). Su programación es generalista.    |
|      | RÚV 2     | Creada en 2015, transmite solo programación cultural y deportiva en ocasiones especiales. No tiene un horario fijo. |
|      | KrakkaRÚV | Servicio online dirigido a niños y jóvenes, lanzado en 2015.                                                        |